# Яровина
- Яровина — весняна сівба зернових та зернобобових культур (здебільшого вівса, гречки, гороха, меншою мірою пшениці та ячменю, зрідка жита) з розрахунком, що протягом весни й літа вони виростуть та дозріють[1]. Початок сівби у Лісостепу припадав звичайно на Теплого Олесія (17 березня за старим стилем), у південних районнах він відбувався дещо раніше на Поліссі - на тиждень чи два пізніше. У Карпатах починали сіяти, як правило, після Благовіщення (25 березня).

Спочатку сіяли овес та ячмінь. Вважалося, що ці культури особливо чутливі до ґрунтової вологи і стійкі до низьких температур. «Кидай мене в грязь, то будеш князь; Топчи мене в болото, то буду як золото», — казали про них. Згодом сіяли пшеницю, горох, ярове жито. Картоплю, наприклад, на Чернігівщині і починали саджати, коли яблуні й груші зацвітуть. Потім, дочекавшись вильоту хрущів, сіяли просо. Льон сіяли переважно об Олені (21 травня за старим стилем).
- Яровина — поле, засіяне з весни.